# Joaquín Hernández Gallego
Joaquín Hernández Gallego   (Bilbao, 5 de febrer de 1933 - Madrid, 20 de gener de 1965) va ser un jugador de bàsquet espanyol de la dècada de 1950 i posteriorment entrenador.
Va començar jugant al Royal Racing Club de Bruxelles belga, on havia emigrat la seva família. L'Espanyol es fixà en ell i el fitxà el 1951. Va jugar al club blanc-i-blau fins 1955, quan fitxà pel Reial Madrid. En aquest equip guanyà dues lligues i dues copes. Els seus darrers clubs foren Hesperia de Madrid i Real Canoe NC.
Va disputar 41 partits amb la selecció espanyola. Guanyà la medalla d'or als Jocs Mediterranis de 1955 i participà en el Campionat d'Europa de 1959.
També fou entrenador, destacant al Reial Madrid, on guanyà dues lligues, i a la selecció espanyola. Amb la selecció participà a l'EuroBasket 1963 i guanyà la medalla d'argent als Jocs Mediterranis de 1963.

## Palmarès
Jugador
- Lliga espanyola: 1957, 1958
- Copa espanyola: 1956, 1957
- Medalla d'or: Jocs Mediterranis de 1955

Entrenador
- Lliga espanyola: 1962-63, 1963-64
- Copa d'Europa: 1963-64
- Medalla d'argent: Jocs Mediterranis de 1963